# 멈추었던 시계가 지금 움직이기 시작했다
《멈추었던 시계가 지금 움직이기 시작했다》(일본어: 止まっていた時計が今動き出した 토맛테이타토케이가이마우고키다시타[*])는 일본의 밴드 ZARD의 열 번째 정규 앨범으로, 2004년 1월 28일 발매되었다. (CD: JBCJ-9008) 타이틀 곡은 GARNET CROW의 멤버 나카무라 유리가 작곡했으며, TV 아사히의 드라마 《이의있음! 여변호사 오오카 노리에》의 주제곡으로 사용되었다.

## 수록곡
| #            | 제목 | 작사          | 작곡                  | 편곡                              | 재생 시간 |
| ------------ | --- | ------------- | --------------------- | --------------------------------- | --------- |
| 1.           | 〈〈내일을 꿈꾸며〉 (Album Mix Version)〉 (明日を夢見て 아시타오유메미테[*])                                              | 사카이 이즈미 | 오노 아이카           | 코바야시 사토루                   | 4:34      |
| 2.           | 〈〈시간의 날개〉〉 (時間の翼 토키노츠바사[*])                                                                            | 사카이 이즈미 | 오노 아이카           | 코바야시 사토루                   | 4:44      |
| 3.           | 〈〈좀 더 가까이서 그대의 옆모습을 보고 싶어〉〉 (もっと近くで君の横顔見ていたい 못토지카쿠데키미노요코가오미테이타이[*]) | 사카이 이즈미 | 오노 아이카           | 이케다 다이스케                   | 4:30      |
| 4.           | 〈〈pray〉〉 | 사카이 이즈미 | 토쿠나가 아키히토     | 코바야시 사토루                   | 4:27      |
| 5.           | 〈〈만남 그리고 이별〉〉 (出逢いそして別れ 데아이소시테와카레[*])                                                         | 사카이 이즈미 | 하루하타 미치야       | 하루하타 미치야 / 이케다 다이스케 | 5:26      |
| 6.           | 〈〈멈추었던 시계가 지금 움직이기 시작했다〉〉 (止まっていた時計が今動き出した)                                           | 사카이 이즈미 | 나카무라 유리         | 토쿠나가 아키히토                 | 4:12      |
| 7.           | 〈〈눈을 감고서〉〉 (瞳閉じて 히토미토지테[*])                                                                            | 사카이 이즈미 | 오노 아이카           | 토쿠나가 아키히토                 | 4:56      |
| 8.           | 〈〈상쾌한 그대의 기분〉 (Album ver.)〉 (さわやかな君の気持ち 사와야카나키미노키모치[*])                                  | 사카이 이즈미 | 토쿠나가 아키히토     | Dr.Terachi&Pierrot Le Fou         | 4:55      |
| 9.           | 〈〈사랑으로 당신을 구하죠〉〉 (愛であなたを救いましょう 아이데아나타오스쿠이마쇼[*])                                     | 사카이 이즈미 | 쿠리바야시 세이이치로 | 아카시 마사오                     | 5:02      |
| 10.          | 〈〈천사처럼 웃는 얼굴로〉〉 (天使のような笑顔で 텐시노요나에가오데[*])                                                   | 사카이 이즈미 | 오노 아이카           | 토쿠나가 아키히토                 | 3:45      |
| 11.          | 〈〈슬픈만큼 오늘은 비라도〉〉 (悲しいほど 今日は雨でも 카나시이호도 쿄와아메데모[*])                                     | 사카이 이즈미 | 오노 아이카           | 코바야시 사토루                   | 4:06      |
| 총 재생 시간 | 총 재생 시간 | 총 재생 시간  | 총 재생 시간          | 총 재생 시간                      | 50:35     |